# عملية القدس 2 (1985)
عملية القدس 2 (بالفارسية: عملیات قدس 2) هي إحدى عمليات الحرب العراقية الإيرانية، والتي بدأت في 25 يوليو 1985، في منطقة هور الحويزة من قبل قوات الحرس الثوري الإسلامي.
كان الرمز العسكري لعملية القدس 2 هو "يا محمد رسول الله (صلى الله عليه وآله وسلم)"، وكان هدفها هو تحييد الهجوم المضاد لقوات البعث من الجيش العراقي حول منطقة البَيْضَة.
وفي عملية القدس 2، التي اعتُبرت عملية عسكرية برمائية، قتلت قوات الحرس الثوري الإسلامي 312 جندياً عراقياً، وفي نهاية العملية حررت 15 كيلومتراً مربعاً من المنطقة الشمالية لهور الحويزة، بالإضافة إلى تدمير 30 قارباً و15 نقطة شرطة مائية لقوات البعث.